# 厄尔利县 (佐治亚州)
厄尔利县（英語：Early County）是位于美国佐治亚州的一个县根据2020年人口普查显示，该县共有10,854人。厄尔利县的县治为布莱克利，亦是厄尔利县法院所在地。该县建立于1818年12月15日，得名于佐治亚州第28任州长彼得·厄尔利。